# Sierra de la Victoria
La sierra de la Victoria está formado por un conjunto de Sierras perteneciente al sistema de Misiones. Se ubica en el nordeste argentino.

## Generalidades
Este cordón serrano se halla en el nordeste de la Argentina, en el sector norte de la provincia de Misiones, situada en el norte de la región mesopotámica de dicho país. Presenta un recorrido noroeste- sudeste, atravesando el departamento General Manuel Belgrano hasta el centro del de Iguazú. Erróneamente se le atribuye la creación de las cataratas del Iguazú cuando en realidad estas se formaron en la margen del río Paraná producto de fallas geológicas ante el movimiento del basamento cristalino, y luego fueron corriéndose hacia el este (aguas arriba) fruto de la constante erosión regresiva, a un ritmo de 1 a 2 cm por año durante los últimos 2 millones de años.
Esta sierra presenta generalmente la forma de un lomo abovedado, constituida por eminencias redondeadas con cumbres achatadas o mesetiformes. La divisoria de aguas no está definida por crestas netas, sino que se presenta entre lomadas suaves, y desde allí se desprenden a ambos lados torrentes y arroyos que en razón de la resistencia y dureza de las rocas de origen basáltico o de areniscas mesozoicas endurecidas, descienden mediante una sucesión de saltos, correderas, cascadas, rápidos, formando en algunos casos cañadones o pequeñas gargantas, con abruptas y verticales paredes de acantilados. Solo en algunos sectores los valles fluviales, al ensancharse y ahondarse, generaron un paisaje de aspecto más montañoso, con perfiles elevados y abruptos.
Se extiende por 70 kilómetros desde la región situada inmediatamente al sur del parque nacional Iguazú hasta unos kilómetros al norte de la ciudad de Bernardo de Irigoyen, donde encuentra sus mayores elevaciones, en un área muy próxima al límite internacional argentino-brasileño, el cual separa a Misiones de los estados de Paraná y Santa Catarina. Allí forma un nudo donde confluyen esta sierra —que viene desde el noroeste— con la sierra de Misiones o Central —que lo hace desde el sudoeste— y con la sierra da Fartura, la que se desarrolla hacia el este. En su sector central la sierra de la Victoria presenta algunos cerros que por su altura destacan sobre el terreno que los circunda, como el cerro Melena (de 518 m s. n. m.) y el cerro Bella Vista (de 510 m s. n. m.).
Hidrografía
Esta sierra delinea la divisoria de aguas local. Hacia el norte de la misma el exceso de escorrentía fluye directamente hacia el río Iguazú y más hacia el este hacia un tributario del anterior, el río San Antonio (bajando entre la altiplanicie), el cual oficia de límite argentino-brasileño. De los arroyos con esta pendiente y que nacen en esta sierra destacan el Deseado o San Antonio Miní, el Coatí, el de las Antas, el de las Piedras, el San Francisco, el Yacuy, el Santo Domingo y el Ibicuy.
Al sur y sudoeste en cambio las aguas corren hacia el arroyo Urugua-í, un afluente del río Alto Paraná. De los abundantes cursos fluviales que hacia ese colector bajan de las faldas de la sierra de Victoria (notablemente diseccionadas en esta vertiente) destacan el arroyo Sarita, el Grande, el Uruguay, el Uruzú y el Carpincho. Sobre la propia divisoria fue trazada la Ruta Nacional Nº 101, la cual está mayormente asfaltada y permite acceder a gren parte de esta sierra.

## Características bióticas y abióticas
Fitogeografía
Fitogeográficamente está cubierta por selvas adscriptas al distrito fitogeográfico de las selvas mixtas de la provincia fitogeográfica paranaense. Están dominadas por el laurel negro (Nectandra megapotamica), el guatambú blanco (Balfourodendron riedelianum), el anchico colorado (Parapiptadenia rigida), el cedro misionero (Cedrela fissilis), el timbó colorado (Enterolobium contortisiliquum), el yvyrá-pytá (Peltophorum dubium), el incienso (Myrocarpus frondosus), el lapacho negro (Handroanthus heptaphyllus), el rabo molle (Lonchocarpus muehlbergianus), el alecrín (Holocalyx balansae), el ybirá-peré o grapia (Apuleia leiocarpa), la cancharana (Cabralea oblongifoliola), etc. En algunos sectores aún se presenta una comunidad característica del norte misionero, conformada por el palo rosa o perobá (Aspidosperma polyneuron), gigante arbóreo de valiosa madera, y el palmito (Euterpe edulis) grácil y muy codiciada palma de estípite con cogoyo terminar comestible, cuya extracción le causa la muerte.
En el extremo sudeste, en áreas por sobre los 650 m s. n. m. se encontraba el distrito fitogeográfico planaltense, donde el elemento dominante pasaba a ser la gigantesca araucaria misionera o pino Paraná, si bien los ejemplares remanentes de esta conífera fueron casi completamente apeados. Entre los 500 y los 650 m s. n. m. se presenta un ecotono entre ambos distritos. 
Ecorregiones
Ecorregionalmente su superficie emergida pertenece a la ecorregión terrestre selva Paranaense en tanto que su extremo sudeste hacía su aparición la ecorregión selva de pino Paraná, hoy prácticamente extirpada.
Los arroyos que bajan de sus laderas norte y este se insertan en la ecorregión de agua dulce Iguazú, mientras que los que bajan hacia el sur y sudoeste se incluyen en la ecorregión del Paraná inferior.
Clima
Solo en el pedemonte del sector septentrional se encuentra el clima semitropical húmedo. Allí hiela suavemente y solo en pleno invierno austral, aunque al ascender por las laderas de los cerros, en razón del drenaje del aire frío nocturno, se encuentran algunas micro exposiciones que suelen estar casi libres de heladas, al igual que ocurre con las franjas que bordean a los arroyos gracias a las neblinas nocturnas y a la acción morigeradora de las aguas. A mayor altitud y en el resto de la sierra el clima finalmente pasa a subtropical marítimo. En este las heladas son más intensas, incluso puede nevar excepcionalmente en algunos inviernos muy fríos.
Los vientos procedentes del Atlántico provocan lluvias repartidas en todo el año, acumulando más de 2000 mm anuales, con una humedad relativa superior al 75 %.

## Origen geológico, morfología y suelos
Geológicamente este cordón integra el macizo de Brasilia. El origen del encadenamiento no es consecuencia de un plegamiento sino por fracturas tectónicas del sustrato rocoso de naturaleza volcánico, originadas por el efecto combinado del enfriamiento de las lavas basálticas y el levantamiento epirogénico de toda la región.
Estos extensos afloramientos de rocas volcánicas del tipo de derrames (coladas lávicas) de meláfiro de la formación Serra Geral y basaltos tholeíticos, los que reiteradamente hicieron efusión en la superficie terrestre durante el período Cretácico inferior y medio, desde los 165 millones de años hasta los 130 a 140 Ma. En cada gran erupción el escape magmático cubría las arenas depositadas en los largos intervalos entre erupciones, conocidas como formación de San Bento. De esta manera se formaron dos tipos de rocas características: las areniscas de cuarzo metamórficas y las rocas basálticas.
La estructura petrográfica de las lavas y su composición química las divide en 3 tipos: andesitas, basaltos y olivinbasaltos. Al enfriarse la lava volcánica, en algunos sectores quedaron, dentro de cavidades amigdaloides en el interior del basalto, acumulaciones de gran cantidad de “vidrio volcánico”, las que terminaron por formar cristales, ópalo, hematita, calcedonia, calcita y cuarzo.
Las coladas basálticas suelen presentarse intercaladas con aeolianitas ortocuarcíticas supermaduras, adecuadamente estratificadas, las que poseen un origen ligado al gran paleo-desierto continental de Botucatú. También pueden intercalarse capas de areniscas supermaduras cuarcíticas, las infrayacentes muestran metamorfismo de contacto térmico lo que las transformó en ortocuarcíticas metamórficas de gran resistencia.
El manto efusivo que a partir del Terciario sufrió un levantamiento general, fue luego labrado por una prolongada acción erosiva eólica e hídrica, generando valles profundos e interfluvios colinados con laderas de pendientes pronunciadas y cumbres mamelonadas. 
Suelos
Presenta suelos del Complejo 6, los “suelos pedregosos”; en general son poco evolucionados, jóvenes, originados por la alteración y fracturación del meláfiro, permeables, fértiles, ácidos. De este complejo, ocurre una fase 6A, los suelos denominados localmente “toscos”, los que se extienden por el pedemonte, de horizonte plano o escasamente inclinado, con poco peligro de erosión. Forman un manto de textura gruesa, profunda y fértil, con buena penetración del agua de lluvia. Estos suelos "lateríticos" poseen coloración rojiza o marrón-rojiza a causa de la meteorización de los minerales ferromagnesianos y algunos feldespatos favorecida por el clima cálido y húmedo, factores que con el resultante proceso de lixiviación ha facilitado el lavado de las bases, dando una elevada proporción de arcillas ricas en óxido de hierro y aluminio.
La fase 6B, en cambio, se encuentra en laderas con pendientes de fuerte inclinación y alto riesgo de erosión. Son poco o muy poco profundos, escasamente evolucionados, y en ellos la rocosidad y pedregosidad aflorante es abundante, La escasez de suelos mecanizables restringe la potencialidad agrícola de estas tierras.